# 藤村正之
藤村 正之（ふじむら まさゆき、1957年 - ）は、日本の社会学者。武蔵大学教授・上智大学文学部教授・上智大学総合人間科学部教授などを経て、2023年より上智大学特別契約教授。上智大学副学長・教授、福祉社会学会会長、関東社会学会会長、日本社会学理論学会副会長等を歴任。

## 人物
岩手県盛岡市生まれ。1980年一橋大学社会学部卒業、1986年筑波大学大学院社会科学研究科博士課程単位取得満期退学、1998年博士（社会学）。
1986年東京都立大学人文学部助手、1989年武蔵大学人文学部講師、1991年同助教授、1997年同教授、2002年上智大学文学部教授、2005年上智大学総合人間科学部社会学科教授、2014年上智大学副学長（学務担当）。2023年３月31日付で定年退職、同年4月より上智大学特別契約教授。
福祉社会学などの研究を行い、福祉社会学会会長や、日本社会学会理事、関東社会学会会長、日本社会学理論学会副会長等も務める。

## 単著
- 『福祉国家の再編成』東京大学出版会、1999年
- 『福祉化と成熟社会』ミネルヴァ書房、2006年
- 『〈生〉の社会学』東京大学出版会、2008年
- 『考えるヒント 方法としての社会学』弘文堂、2014年